# Episodi di Boris (terza stagione)
La terza stagione della serie televisiva Boris – intitolata Boris 3 – è stata trasmessa in prima visione in Italia sul satellite da FX dal 1º marzo al 12 aprile 2010, ed in chiaro sul digitale terrestre da Cielo dal 17 dicembre 2010.
In questa stagione entra nel cast principale Angelica Leo mentre ne escono Karin Proia, Eugenia Costantini e Corrado Guzzanti.
| nº | Titolo                                           | Prima TV Italia |
| -- | ------------------------------------------------ | --------------- |
| 1  | Un'altra televisione è possibile (prima parte)   | 1º marzo 2010   |
| 2  | Un'altra televisione è possibile (seconda parte) | 1º marzo 2010   |
| 3  | La qualità non basta                             | 8 marzo 2010    |
| 4  | La clip                                          | 8 marzo 2010    |
| 5  | L'importanza di piacere ai notai                 | 15 marzo 2010   |
| 6  | Coprolalia                                       | 15 marzo 2010   |
| 7  | Come Durok                                       | 22 marzo 2010   |
| 8  | Buona festa del Grazie                           | 22 marzo 2010   |
| 9  | Puzza di capolavoro                              | 29 marzo 2010   |
| 10 | L'epifania                                       | 29 marzo 2010   |
| 11 | Stopper                                          | 5 aprile 2010   |
| 12 | Nella rete                                       | 5 aprile 2010   |
| 13 | Ritorno al futuro (prima parte)                  | 12 aprile 2010  |
| 14 | Ritorno al futuro (seconda parte)                | 12 aprile 2010  |

## Un'altra televisione è possibile (prima parte)
- Diretto da: Davide Marengo
- Scritto da: Giacomo Ciarrapico, Mattia Torre e Luca Vendruscolo

### Trama
René Ferretti si impegna con tutte le sue forze per convincere la rete a produrre la serie Machiavelli. I dirigenti si mostrano disponibili, ma prospettano un'attesa minima di due anni per iniziare la produzione. Deluso e a corto di soldi, René decide di accettare segretamente la proposta di una rete concorrente e di dirigere l'episodio pilota della sitcom Troppo Frizzante. Spostatosi a Milano assieme a Duccio ed Arianna, si trova ad affrontare un ambiente di lavoro completamente diverso da quello cui è abituato: la serie è incentrata sulla presenza di cinque famosi comici, ciascuno caratterizzato da un proprio tormentone. Dopo aver ricevuto una telefonata in cui Lopez gli prefigura la possibilità di realizzare Machiavelli in tempi brevi, René cerca in ogni modo di sganciarsi dal nuovo progetto, ma incontra le resistenza della rete milanese, che considera la sit-com uno dei suoi progetti di punta.
Nel frattempo Alessandro, tuttora ospite a casa di René, in attesa di un nuovo lavoro gira un cortometraggio in collaborazione con Lorenzo. Durante le riprese casalinghe, l'acquario del regista si frantuma cadendo a terra e tutti i suoi pesci rossi si mischiano fra loro, compresi Boris e Federer.
- Altri interpreti: Fabrizio Buompastore (Ciccio Sultano) Barbara Clara Pereira (hostess) Francesco Maria Cordella (Giuseppe Locomotiva) Fulvio Falzarano (Raul) Maddalena Ferrara (escort) Augusto Fornari (Paco Revelli) Christian Ginepro (Benedetto) Lavinia Longhi (Maddalena) Renato Marzi (Alfonso Chiavinmano) Norman Mozzato (consigliere di rete) Paolo Perinelli (consigliere di rete) Alessandro Ruo (consigliere di rete) Daniele Nicoli (operatore) Daniela Terreri (Antonietta Locomotiva) Vanessa Daniela Villafane (hostess)

## Un'altra televisione è possibile (seconda parte)
- Diretto da: Davide Marengo
- Scritto da: Giacomo Ciarrapico, Mattia Torre e Luca Vendruscolo

### Trama
René continua a lavorare sul set di Troppo Frizzante, ma ormai il suo intento è quello di abbandonare al più presto la serie. Le riprese della sit-com, completamente incentrata sull'umorismo dozzinale dei cinque comici, procedono a rilento poiché i protagonisti cercano in ogni modo di mettersi in evidenza entrando in contrasto tra loro. Alla fine René riesce ad andarsene inscenando un finto discorso molto toccante rivolto al cast, in cui afferma di non sentirsi degno di dirigere una sit-com di tale importanza e ricevendone un'ovazione.
Rientrato in tutta fretta a Roma, si presenta in grave ritardo alla riunione con i dirigenti, dove però trova un solo incaricato di rete, Claudio, che gli propone un nuovo progetto. Colto alla sprovvista, René inizialmente declina; quando però legge le nuove sceneggiature preparate per Machiavelli, realizzate dagli stessi sceneggiatori de Gli occhi del cuore, si rende conto che il progetto iniziale è stato completamente stravolto, trasformandolo in una sorta de Gli occhi del cuore ambientato nella Repubblica fiorentina. Claudio quindi sottopone a René un progetto innovativo, Medical Dimension: si tratta di una serie spin-off de Gli occhi del cuore, sempre con protagonista il dottor Giorgio interpretato da Stanis, ambientata però nel mondo della sanità pubblica e che si propone di raccontare la realtà del Paese in maniera più matura e realistica, senza gli stereotipi e i moralismi della serie madre. René appare molto interessato dalla prospettiva di poter finalmente impegnarsi in una regia di qualità; dopo aver letto sceneggiatura e soggetto della prima puntata, accetta la proposta di Claudio.
Nel frattempo, a Milano, Alessandro si presenta a sorpresa nell'albergo dove alloggia Arianna; tuttavia la storia d'amore tra i due che sembrava ormai avviata entra in crisi per motivi politici: lui è dichiaratamente di sinistra, mentre lei è una convinta sostenitrice di Berlusconi.
- Guest star: Stefano Ambrogi (produttore Lupo Film); Christian Ginepro (Benedetto, autore di Troppo frizzante, presente nella prima e seconda parte)
- Altri interpreti: Michele Alhaique (Claudio) Massimiliano Bruno (Nando Martellone) Fabrizio Buompastore (Ciccio Sultano) Barbara Clara Pereira (hostess) Francesco Maria Cordella (Giuseppe Locomotiva) Sylvia De Fanti (dr.ssa Mulè) Fulvio Falzarano (Raul) Maddalena Ferrara (escort) Augusto Fornari (Paco Revelli) Laura Garofoli (attrice di Machiavelli) Lavinia Longhi (Maddalena) Renato Marzi (Alfonso Chiavinmano) Norman Mozzato (consigliere di rete) Alessandra Muccioli (Veronica) Paolo Perinelli (consigliere di rete) Alessandro Ruo (consigliere di rete) Daniele Nicoli (operatore) Sara Sartini (segretaria Lupo Film) Daniela Terreri (Antonietta Locomotiva) Vanessa Daniela Villafane (hostess)

## La qualità non basta
- Diretto da: Davide Marengo
- Scritto da: Giacomo Ciarrapico, Mattia Torre e Luca Vendruscolo

### Trama
Iniziano le riprese di Medical Dimension. René sprona tutta la troupe a dare il massimo per realizzare un prodotto di grande qualità, completamente diverso da tutte le altre fiction che hanno girato in passato. I membri dello staff di Ferretti sono gli stessi delle serie precedenti: l'unica novità è l'avanzamento di carriera ottenuto da Lorenzo che abbandona il ruolo di "schiavo" per diventare operatore di ripresa, anche grazie alla protezione politica accordatagli dallo zio eletto senatore.
Per conseguire il desiderato realismo, il regista impone a Sergio di assumere come consulente medico Bruno Staffa, autore di un best seller in cui ha denunciato episodi di malasanità italiana. Già al primo ciak la differenza con Gli occhi del cuore è abissale: il regista, scontento della prima ripresa, decide di girarla di nuovo, ottenendo l'ovazione di cast e troupe abituati ad accettare per buone anche le peggiori riprese. Sul set nascono però due problemi: Bruno non è soddisfatto della scenografia e inizia inoltre a dare palesi segni di squilibrio; la recitazione di Jasmine, attrice scelta come protagonista femminile, non sembra soddisfare René. La prima giornata di riprese si conclude, pertanto, con la cacciata di Bruno dal set e con il cambio della protagonista femminile. René decide infatti di affidare il ruolo a Fabiana, un'attrice molto più abile che era stata provinata da Arianna ma che René aveva scartato per evitare accuse di favoritismo: Fabiana, infatti, è sua figlia.
- Guest star: Valentina Lodovini (Jasmine, prima attrice scelta come protagonista di Medical Dimension), Filippo Timi (Bruno Staffa)

## La clip
- Diretto da: Davide Marengo
- Scritto da: Giacomo Ciarrapico, Mattia Torre e Luca Vendruscolo

### Trama
La rete fa pressione su René affinché produca un trailer della serie prima ancora di aver girato tutte le puntate. Il motivo della richiesta è che una rete concorrente sta preparando una serie medica molto simile a Medical Dimension, intitolata Dimension Six. Sul set arriva Fabiana, la nuova protagonista, e il regista prega Arianna di non rivelare a nessuno che si tratta di sua figlia, per evitare accuse di favoritismi.
Intanto Biascica e gli altri della sua squadra sono preoccupati dalla presenza di una nuova macchina da presa altamente tecnologica montata su un segway, talmente efficiente che rischia di far perdere loro il posto di lavoro. Quando il nuovo macchinario sparisce misteriosamente, Biascica si offre di mediare con i rumeni, falsamente accusati del furto, per la restituzione dell'oggetto, facendo presente che una delle condizioni è che non venga più impiegata; si tratta ovviamente di un ricatto, che alla fine Sergio accetta.
Le riprese continuano: Fabiana ha modo di dare mostra della sua abilità attoriale con un'ottima interpretazione di una crisi epilettica, ma i membri della troupe non se ne accorgono perché distratti, proprio in quel momento, dal sopraggiungere della loro ex collega Gloria. Intanto Alessandro non riesce a concentrarsi sul suo lavoro poiché si sta esercitando a scrivere dei dialoghi di prova per Libeccio, nella speranza di venire assunto come sceneggiatore; Arianna lo rimprovera e lo richiama alle sue responsabilità, ma a fine giornata gli dà dei consigli utili per la stesura dei dialoghi.
- Altri interpreti: Michele Alhaique (Claudio) Ilaria Stivali (Gloria la truccatrice) Claudio Camilli (membro troupe) Gianluca Tocci (membro troupe)

## L'importanza di piacere ai notai
- Diretto da: Davide Marengo
- Scritto da: Giacomo Ciarrapico, Mattia Torre e Luca Vendruscolo

### Trama
Stanis convoca una riunione d'urgenza a cui partecipano René, Lopez e altri dirigenti di rete. L'attore è molto preoccupato perché ha scoperto, grazie a dei sondaggi, che la sua popolarità è in calo tra gli spettatori appartenenti alle classi sociali più abbienti. Per porre rimedio a questa situazione, Stanis fa valere una clausola del suo contratto che gli consente di modificare a piacimento ogni aspetto del suo personaggio e intervenire sulla regia.
Sul set arriva un nuovo attore, Valerio, che interpreta uno psicologo con disabilità motoria; seguendo il suo personale metodo di totale immedesimazione con il personaggio, Valerio decide di trascorrere la giornata su una sedia a rotelle e Alessandro ha il compito di assisterlo. Intanto Biascica è molto nervoso per la mancanza di uno "schiavo" e Sergio gli promette di assumere un nuovo stagista da sfruttare.
Le riprese sono rese difficili da Stanis, che pretende di modificare le proprie battute e di introdurre un nuovo personaggio, la procace infermiera Lorena, entrando in contrasto con René. Anche la scena successiva è molto travagliata: l'interpretazione di Valerio e Fabiana viene criticata prima da Stanis, poi anche da Lopez, giunto nel frattempo sul set. Quando la tensione tra i presenti sembra aver raggiunto un punto di rottura, spronato da Itala René rivela finalmente che Fabiana è sua figlia, ricevendo un applauso generale.
- Altri interpreti: Michele Alhaique (Claudio) Claudio Camilli (membro troupe) Marco Giallini (Valerio Zanetti) Morgana Marchesi (Lorena) Kevin Notsa Miakouang (Tyron) Gregory J. Rossi (paziente) Gianluca Tocci (membro troupe) Giordano Torreggiani (cuoco) Gian Marco Trevisanello (avvocato di Stanis) Josafat Vagni (Selletta)

## Coprolalia
- Diretto da: Davide Marengo
- Scritto da: Giacomo Ciarrapico, Mattia Torre e Luca Vendruscolo

### Trama
I tre sceneggiatori, svogliati come sempre, per non doversi sforzare troppo nella creazione della trama decidono di riproporre uno dei personaggi de Gli occhi del cuore, ovvero il notaio interpretato dal comico Nando Martellone. René è preoccupato da questa scelta, ma viene rassicurato da Lopez, che inoltre lo esorta ad adottare nei dialoghi un linguaggio più scurrile, per rendere la serie realistica e politicamente scorretta. Questa nuova direttiva viene accolta con fin troppo entusiasmo da Stanis, il quale inizia a inserire nelle sue battute imprecazioni gratuite e molto colorite, che però danno un effetto più comico che realistico. Si procede quindi a girare la scena del previsto risveglio del notaio dal coma (con annesso episodio di coprolalia); dopo varie riprese confusionarie e inconcludenti, Martellone decide di prendere in mano il destino del suo personaggio, che verrà quindi fatto morire in una toccante scena di eutanasia.
Durante le riprese si presenta sul set Tyron, un amico americano di Arianna, la cui prestanza fisica fa ingelosire Alessandro.
Dopo la bellissima e toccante scena che segna l'addio di Martellone al mondo della fiction, il comico rivela che si arrangerà in un altro modo. E infatti un mese dopo ritorna sulla cresta dell'onda in campo discografico, con un pezzo di musica dance dal titolo Bucio de culo.
- Guest star: Teresa Piergentili (attrice che interpreta la madre del notaio)
- Altri interpreti: Massimiliano Bruno (Nando Martellone) Kevin Notsa Miakouang (Tyron) Josafat Vagni (Selletta)

## Come Durok
- Diretto da: Davide Marengo
- Scritto da: Giacomo Ciarrapico, Mattia Torre e Luca Vendruscolo

### Trama
Medical Dimension sta per essere presentato al Roma Fiction Fest: tutta la troupe è in fermento, tranne René che non ama la mondanità e non vuole presenziare alla serata.
Durante la giornata vengono girate le scene con protagonista Remo Arcangeli, un noto e altezzoso attore teatrale che accetta di malavoglia di lavorare per la televisione. La sceneggiatura inizia a mostrare primi segni di cedimento; la rete, inoltre, tra le raccomandazioni emanate sui suoi prodotti ha dato disposizioni affinché i personaggi anziani vengano a tutti i costi "svecchiati". Di conseguenza il personaggio di Arcangeli, nonno Joe, è completamente surreale: si veste da teenager, gira in moto, si imbottisce di viagra e ha un'avvenente fidanzata incinta di quarant'anni più giovane.
Sul set si alternano diverse vicende: Itala annuncia la sua decisione di abbandonare la troupe, dicendosi stufa della "qualità", mentre Alessandro è impegnato con i dialoghi di prova di Libeccio ed è combattuto tra imbrogliare o meno per ottenere il lavoro. Alla fine delle riprese, René accetta di presentarsi alla serata con Stanis e sale sul palco per presentare il suo lavoro.
- Guest star: Fabrizio Accatino (presentatore Roma Fiction Fest) Daniela Calò (staff Roma Fiction Fest) Sylvia De Fanti (dr.ssa Mulè) Paola Lavini (candidata segretaria) Mannarino (infermiere) Jerry Mastrodomenico (Filippo) Massimo De Francovich (Remo Arcangeli) Jane Alexander (donna tra il pubblico) Norman Mozzato (consigliere di rete) Paolo Perinelli (consigliere di rete) Alessandro Ruo (consigliere di rete)

## Buona festa del Grazie
- Diretto da: Davide Marengo
- Scritto da: Giacomo Ciarrapico, Mattia Torre e Luca Vendruscolo

### Trama
La troupe di Medical Dimension è impegnata a girare fuori dal consueto teatro di posa, in una casa privata.
Stanis deve girare una scena in cui il suo personaggio, in preda alla rabbia, distrugge l'arredamento; per rendere più credibile la recitazione assume delle anfetamine, diventando del tutto ingestibile. Nel frattempo René e i suoi collaboratori cercano di capire cosa sia la fantomatica "Festa del Grazie" presente nel copione; dopo essersi consultato con Lopez, scopre che si tratta semplicemente dell'italianizzazione della Festa del Ringraziamento: gli sceneggiatori, infatti, si sono limitati a scopiazzare la scena da una serie americana. 
Dopo una disastrosa giornata di riprese, la troupe si allontana in tutta fretta dalla casa prima che la proprietaria rientri e si accorga dei danni.
- Guest star: Ariella Reggio (proprietaria abitazione), Rocco Ciarmoli (scenografo)

## Puzza di capolavoro
- Diretto da: Davide Marengo
- Scritto da: Giacomo Ciarrapico, Mattia Torre e Luca Vendruscolo

### Trama
René e Arianna sono molto preoccupati dopo aver scoperto che buona parte della trama di Medical Dimension è un plagio di una serie americana; Lopez li rassicura e garantisce che le scene future saranno tutte originali, anche se in realtà i tre sceneggiatori iniziano a visionare serie provenienti da tutto il mondo in cerca di materiale a cui "ispirarsi".
Intanto Valerio si presenta sul set dopo aver percorso molti chilometri in bicicletta (per prepararsi ad interpretare Girardengo in un'altra fiction) e il suo odore è tremendo. Remo Arcangeli, l'interprete di nonno Joe, si rifiuta di girare con l'attore maleodorante: per convincere Valerio a farsi una doccia Arianna e René inseriscono nella lavorazione una finta scena in cui il suo personaggio viene lavato da Alessandro.
Nel frattempo, sulla loro barca, i tre sceneggiatori si occupano di tutto tranne che della stesura delle nuove puntate.

## L'epifania
- Diretto da: Davide Marengo
- Scritto da: Giacomo Ciarrapico, Mattia Torre e Luca Vendruscolo

### Trama
Sergio è in difficoltà poiché il budget settimanale per le riprese è esaurito e quindi cerca di sostituire una comparsa spendendo il meno possibile. Dopo che Arianna si è rifiutata di contattare qualche amica per lavorare gratis, il direttore di produzione ripiega su una ragazza tossicodipendente trovata vicino alla stazione.
Durante le riprese di una scena in esterno, sullo sfondo viene inquadrata per sbaglio una signora che stende i panni; poiché la ripresa piace molto a René, Alessandro viene incaricato da Sergio di recarsi a casa della signora e farle firmare la liberatoria. L'operazione si rivela molto più complicata del previsto, dato che la donna non desidera assolutamente apparire in televisione; nonostante le continue insistenze dello stagista (accompagnato in uno dei tentativi anche da Stanis, che cerca di convincerla dispiegando il suo fascino) la firma non viene ottenuta.
Alla già caotica situazione sul set si aggiunge la richiesta di Lopez di girare dei falsi blooper da mandare in onda in una trasmissione umoristica come pubblicità per la serie. A fine giornata René riceve una telefonata da Claudio, il quale, dopo avergli detto di essersi licenziato dalla rete ed essere diretto in Sud America, lo avvisa che Medical Dimension è in realtà "una trappola".
- Guest star: Laura Morante (donna che stende i panni), Alexandra Filotei ("comparsa" assunta da Sergio alla stazione)

## Stopper
- Diretto da: Davide Marengo
- Scritto da: Giacomo Ciarrapico, Mattia Torre e Luca Vendruscolo

### Trama

L'ex calciatore Sergio Brio, guest star dell'episodio.

Sul set è previsto l'arrivo di un famoso calciatore per interpretare un cameo nella serie: inizialmente il prescelto avrebbe dovuto essere uno tra Andrea Pirlo e Gennaro Gattuso, ma alla fine si presenta il cinquantenne Sergio Brio, ex stopper della Juventus. Biascica, che aveva chiamato in fretta e furia sul set il figlio pensando che il giocatore in arrivo fosse il suo idolo Francesco Totti, rimane molto deluso quando scopre che si tratta di un vecchio calciatore bianconero, ma decide ugualmente di approfittarne per chiarire una storica contesa tra Juventus e Roma. René, invece, del tutto inesperto di calcio, crede che si tratti di un atleta ancora in attività e lo tratta come tale.
Nel frattempo Stanis si mette nei guai dopo aver prescritto dei medicinali a un'anziana barista, immedesimandosi troppo nel personaggio che interpreta nella fiction. Dopo riprese disastrose, alla fine è Biascica a rivelare a René la verità su Brio; quando il regista chiede lumi a Sergio, scopre che la rete ha tagliato i fondi per le riprese.
A questo punto René insiste per avere spiegazioni da Lopez, che acconsente a un incontro e gli rivela che Medical Dimension è in realtà un progetto creato dalla rete con il preciso scopo di essere fallimentare, tanto che la sua prima messa in onda è stata programmata per il 22 maggio, contemporaneamente alla finale di Champions League.
- Guest star: Sergio Brio (se stesso)

## Nella rete
- Diretto da: Davide Marengo
- Scritto da: Giacomo Ciarrapico, Mattia Torre e Luca Vendruscolo

### Trama
In un flash-back, viene mostrato l'incontro che il giorno prima René ha ottenuto dal Dottor Cane. Come verrà rivelato gradualmente nel corso dell'episodio, durante il colloquio il direttore di rete ha spiegato al regista che Medical Dimension è stata creata dalla rete con il preciso scopo di fallire, così da zittire tutti coloro che vogliono una televisione innovativa e poter tornare a produrre le solite fiction stereotipate e moraleggianti. Poiché tale sorte è toccata al prodotto gemello, Dimension Six, il direttore ha promesso a René che Medical Dimension non andrà mai in onda.
Il giorno seguente René e Duccio si presentano sul set in grave ritardo e palesemente reduci da una notte di bevute. René si dimostra insolitamente svogliato e disinteressato alle riprese, occupandosi principalmente di ottenere un Manatthan e di organizzare una partita di calcio tra i membri della troupe. Nel frattempo Fabiana è stata scelta da Paolo Sorrentino per il suo nuovo film, ma non vuole abbandonare la serie per non deludere il padre. L'unica scena girata in giornata ha per protagonista la stessa Fabiana, che ancora una volta mette in luce il suo talento recitativo, ma viene interrotta prima da un problema tecnico e poi da Valerio che, stanco della serie, decide di abbandonare il set nel bel mezzo delle riprese.
René, resosi finalmente conto che il pesciolino rosso che per tutto questo tempo ha portato sul set è Boris e non Federer, come lui credeva, pare avere un'improvvisa illuminazione e corre via dal set senza dire a nessuno la sua destinazione; su richiesta di Arianna, preoccupata per lui, Alessandro lo segue. Poco dopo Paolo Sorrentino si presenta sul set con l'intento di convincere personalmente Fabiana ad abbandonare la serie; il regista rimane spiacevolmente stupito dalla completa anarchia che regna sul set.
Intanto René ed Alessandro, dopo aver preso un gommone, raggiungono la barca dei tre sceneggiatori, ormeggiata al largo.
- Guest star: Paolo Sorrentino (se stesso)

## Ritorno al futuro (prima parte)
- Diretto da: Davide Marengo
- Scritto da: Giacomo Ciarrapico, Mattia Torre e Luca Vendruscolo

### Trama
Dopo averne abbordato la barca, René obbliga gli sceneggiatori a mettersi finalmente al lavoro e scrivere nuove scene, arrivando anche a minacciarli con una pistola pur di farli lavorare. Durante l'assenza del regista il set è completamente bloccato: i tecnici non sanno cosa fare; Duccio, consapevole di non poter più lavorare come direttore della fotografia dopo il flop annunciato della serie, medita di andare in Abruzzo a lavorare come guardia forestale; Stanis minaccia di andarsene. A questo punto René ritorna sul set accompagnato da Alessandro e dagli sceneggiatori, e si dà immediatamente da fare per mettere in atto il suo piano e salvarsi dal fallimento.
L'idea di Ferretti è quella di sfruttare gli ultimi giorni di riprese per girare la prima puntata de Gli occhi del cuore 3, mettendo insieme tutti i cliché di cui gli sceneggiatori avevano già ampiamente abusato nelle prime due stagioni, creando così l'ennesimo prodotto scontato e banale, ma gradito alla rete. Per realizzare il suo scopo il regista richiama sul set Karin e Cristina; incarica inoltre Glauco di girare per lui alcune scene con Corinna, in quel momento impegnata a girare uno spot pubblicitario a Parigi proprio sotto la direzione dell'amico di René.

## Ritorno al futuro (seconda parte)
- Diretto da: Davide Marengo
- Scritto da: Giacomo Ciarrapico, Mattia Torre e Luca Vendruscolo

### Trama
Le riprese di Gli occhi del cuore 3 procedono all'insegna di una trama insensata e piena di colpi di scena improbabili, ma nonostante queste trovate gli sceneggiatori non sembrano ancora soddisfatti: nemmeno l'inserimento di una scena di Karin sotto la doccia sembra far raggiungere alla serie il livello necessario per convincere la rete.
Nel frattempo Lopez, giunto sul set per annunciare la fine delle riprese, scopre il progetto di René, ma si limita a deriderlo, senza ostacolarlo. Gli sceneggiatori, dopo uno sforzo lavorativo per loro inconsueto, arrivano ad ideare la scena che potrebbe servire al loro scopo, ovvero un intermezzo musicale in cui tutti gli attori cantano e ballano come in un musical. René riesce appena a terminare le riprese della scena, quando il set viene definitivamente chiuso e le attrezzature smontate. Nonostante gli sforzi, le scene girate non sono sufficienti per realizzare una puntata della durata standard e il regista si dispera per aver perso anche l'ultima occasione.
A risolvere la situazione sarà Alessandro, che per raggiungere il minutaggio necessario propone di riciclare alcuni degli spezzoni girati per Medical Dimension e inserirli in Gli occhi del cuore 3, idea che viene accolta con entusiasmo dai tre sceneggiatori. Le riprese vengono così concluse; Alessandro e Arianna si salutano e ognuno va per la sua strada. René si precipita nella sede della rete per sottoporre il progetto al Dottor Cane: riesce a consegnare il DVD della puntata a una delle sue collaboratrici, che però lo archivia senza trasmetterlo al suo superiore.
Sei mesi dopo, René e Duccio hanno ormai abbandonato il mondo della televisione e lavorano come guardie forestali in Abruzzo. Nel frattempo il Dottor Cane è entrato in possesso del DVD con la prima puntata de Gli occhi del cuore 3. Dopo aver duramente rimproverato Lopez per averglielo nascosto, se ne dichiara entusiasta e invita Lopez a contattare Ferretti così da avviare la produzione della nuova stagione. La narrazione si interrompe senza far sapere allo spettatore se Duccio e René rispondano o meno alla telefonata di Lopez.